# بريدراغ يوكانوفيتش
بريدراغ يوكانوفيتش (بالصربية: Пpeдpaг Јокановић)‏ هو لاعب كرة قدم ومدرب كرة قدم صربي في مركزي الوسط والدفاع، ولد في 26 أكتوبر 1968 في بلغراد في صربيا. لعب مع سبارتاك سوبتيتسا ونادي أونياو دا ماديرا ونادي زيمون ونادي ماريتيمو وناسيونال ماديرا.

## وصلات خارجية
- بريدراغ يوكانوفيتش على موقع قاعدة بيانات كرة القدم.إي يو (الإنجليزية)
- بريدراغ يوكانوفيتش على موقع عالم كرة القدم.نت (الإنجليزية)